# 2014 في كوريا الجنوبية
فيما يلي قوائم الأحداث التي وقعت خلال عام 2014 في كوريا الجنوبية.

## أحداث
- 4 أبريل – سفينة تحمل علم منغوليا، تغرق في المياه القريبة من يوسو جنوب كوريا وذلك يتسبب في مقتل اثنين وفقدان 11 راكب من كوريا الشمالية.
- 19 سبتمبر – دورة الألعاب الآسيوية 2014

## ظهور
- 1 يناير – مينكس
- 28 أكتوبر – هوتشوت

## أفلام
من الأفلام التي صدرت هذه السنة في كوريا الجنوبية:
- 9 يناير – رجل الخطة
- 1 أغسطس – محطم الثلج من إخراج بونغ جون هو.

## برامج ومسلسلات وأنمي
- ستار كينغ